# Liste des évêques et archevêques de Camerino
Cette liste recense les évêques et archevêques qui se sont succédé sur le siège de Camerino depuis le IIIe siècle. En 1728, Camerino est uni aeque principaliter au diocèse de Fabriano, cette union se termine en 1785. Il est érigé en archidiocèse en 1787 par Pie VI. En 1979, Mgr Frattegiani, archevêque de Camerino est également nommé évêque de San Severino Marche unissant les deux sièges in persona episcopi. En 1986, les deux diocèses sont pleinement unis et la nouvelle circonscription ecclésiastique prend le nom d'archidiocèse de Camerino-San Severino Marche.

## Évêques de Camerino
- Saint Leonzio † (v. 250)
- Euprepio †
- Antimo †
- Sisto †
- Paterniano †
- Pastore †
- Gerolamo †
- Evestro †
- Elearano †
- Leone †
- Costantino †
- Miniato †
- Eleario †
- Donatello †
- Agario †
- Metrope †
- Geronzio † (465)
- Bonifacio † (501 - 504)
- Glorioso † (649)
- Felice † (680)
- Solone † (754)
- Fratello † (844)
- Saint' Ansovino † (845 ? - 13 mars 861)
- Anselmo † (861)
- Celso † (887)
- Eudone † (944)
- Pietro † (963 - 968)
- Romualdo † (993 - v. 1027)
- Attone † (11 décembre 1029 - 1050)
- Ugo I † (1059 - 1094)
- Lorenzo † (1103 - 1119)
- Terramondo † (1122)
- Ugo II † (1135)
- Teodino † (1146 - 1166)
- Accettabile † (1171 - 1186)
- Attone † (1192 - 1223)
- Rainaldo † (circa 1223 - v. 1227)
- Filippo † (10 décembre 1230 - 1246)
- Giovanni de Crudeto † (1246 - ?)
- Guglielmo † (1250 - 1259)
- Guido † (1259 - v. 1273)
- Ramboto Vicomanni † (25 mai 1285 - 1307)
- Andrea † (13 juin 1309 - 1310 ?)
- Bernardo Varano † (22 mai 1310 - 1327)
  - Folco de Popia † (20 février 1328 - 1328) (administrateur apostolique)
- Francesco Monaldo † (20 juin 1328 - ?)
- Gioioso Clavelli † (10 février 1356 - 31 janvier 1360)
- Marco Andrighelli, O.F.M. † (31 janvier 1360 - 1374)
- Gioioso Clavelli † (9 janvier 1374 - ?) (deuxième fois)
- Benedetto di Fabriano † (mai 1378 - 1389)
- Nuccio Salimbeni † (29 octobre 1390 - 1406)
- Giovanni † (1407 - 1431 ?)
- Pandolfo Almiano † (30 mai 1431 - 1437)
- Alberto Alberti † (4 mars 1437 - 11 août 1445)
- Battista Enrici † (27 août 1445 - 1448 ou 1449)
- Battista Malatesta † (26 mars 1449 - v. 1459)
  - Alessandro Oliva, O.E.S.A. † (16 novembre 1461 - 20 août 1463) (administrateur apostolique)
- Agapito Rustici-Cenci † (22 août 1463 - 8 octobre 1464)
- Andrea Veroli † (8 octobre 1464 - 1478)
  - Raffaele Riario † (27 juillet 1478 - 17 septembre 1479) (administrateur apostolique)
- Silvestro de Labbro † (17 septembre 1479 - 1482)
- Fabrizio Varano † (13 juin 1482 - 7 mars 1508)
- Sisto Franciotti della Rovere † (1508 - 29 mai 1509)
- Anton Giacomo Bongiovanni † (27 juin 1509 - 1535)
  - Giovanni Domenico de Cupis † (5 juillet 1535 - 5 mars 1537) (administrateur apostolique)
- Berardo Bongiovanni † (5 mars 1537 - 12 septembre 1574)
- Alfonso Binarini † (17 septembre 1574 - 26 avril 1580)
- Gerolamo Vitale de Buoi † (4 mai 1580 - 26 janvier 1596)
- Gentile Dolfino † (18 décembre 1596 - 4 mars 1601)
- Innocenzo del Bufalo † (14 mai 1601 - 27 mars 1610)
- Giovanni Severini † (20 février 1606 - 14 mars 1622)
- Cesare Gherardi † (2 mai 1622 - 30 septembre 1623)
- Giovanni Battista Altieri † (26 février 1624 - 1627)
- Emilio Bonaventura Altieri † (29 novembre 1627 - 7 juin 1666)
- Giacomo Franzoni † (7 juin 1666 - 28 septembre 1693)
- Francesco Giusti † (23 novembre 1693 - 6 avril 1702)
- Bernardino Belluzzi † (25 septembre 1702 - 15 février 1719)

## Évêques de Camerino et Fabriano
- Cosimo Torelli † (22 juin 1719 - 27 août 1736)
- Ippolito Rossi † (27 septembre 1736 - 17 janvier 1746) nommé évêque de Senigallia
- Francesco Viviani † (17 avril 1746 - 30 décembre 1767)
- Luigi Amici † (20 juin 1768 - 17 décembre 1787)

## Archevêques de Camerino
- Luigi Amici † (17 décembre 1787 - 5 juillet 1795)
- Angelico Benincasa, Frères mineurs capucins † (27 juin 1796 - 17 mai 1815)
- Nicola Mattei Baldini † (14 avril 1817 - 27 janvier 1842)
- Gaetano Baluffi † (27 janvier 1842 - 21 avril 1845)
- Stanislao Vincenzo Tomba, B. † (21 avril 1845 - 1847)
- Felicissimo Salvini † (17 avril 1847 - 1893)
- Celestino del Frate † (21 mai 1894 - 26 avril 1908)
- Pietro Paolo Camillo Moreschini, C.P. † (29 avril 1909 - 25 octobre 1918)
- Ettore Fronzi † (14 décembre 1918 - 1938)
- Umberto Malchiodi (it) † (14 novembre 1938 - 18 février 1946)
- Giuseppe D'Avack † (18 février 1946 - 13 février 1964)
- Bruno Frattegiani † (14 février 1964 - 30 septembre 1986)

## Archevêques de Camerino-San Severino Marche
- Bruno Frattegiani † (30 septembre 1986-20 avril 1989)
- Francesco Gioia (it), Frères mineurs capucins (2 février 1990-9 janvier 1993)
- Piergiorgio Silvano Nesti, C.P. † (23 juillet 1993-27 novembre 1996)
- Angelo Fagiani (14 avril 1997-3 septembre 2007)
- Francesco Giovanni Brugnaro (3 septembre 2007-27 juillet 2018)
- Francesco Massara (depuis le 27 juillet 2018-)

## Sources
- http://www.catholic-hierarchy.org